# Пейн, Мишель
Мишель Пэйн (англ. Michelle Payne, родилась 29 сентября 1985) — австралийский жокей. Она выиграла в 2015 году Мельбурнский кубок на лошади «Пензанский Принц» и стала первой женщиной-жокеем, выигравшей данный турнир.

## Ранняя жизнь
Мишель выросла на ферме Майнерс-Рест вблизи Балларата в центре штата Виктория, Австралия. Её мать Мэри умерла в автомобильной аварии, когда Мишель было шесть месяцев. Её отец Пэдди растил десятерых детей в одиночку. Она училась в колледже Лорето, в Балларате. Пэйн имеет ирландско-австралийские корни.

## Карьера
Пейн выиграла свои первые скачки в Балларате на лошади «Правящий», которую тренировал её отец. В марте 2004 года, на турнире в Сандоуне она упала с лошади, в результате чего получила серьёзную травму черепа и сотрясение мозга. Из-за длительного восстановительного периода и ещё одного падения, в результате которого она сломала запястье, Пейн была отстранена на три месяца от занятий для восстановления.
Пейн выиграла свою первую скачку на высоком уровне 10 октября 2009 года на ипподроме Колдфилд на лошади «Аллез Уандер». Тренер Барт Каммингс предложил ей участвовать в Кубке Колфилда на следующей неделе. Мишель была третьей женщиной-жокеем, которая приняла участие в Кубке. В 2009 она в первый раз поучаствовала в Мельбурнском кубке на лошади Аллез Уандер. Лошадь заняла 16-е место из 23. В 2010 году Пейн выиграла скачку Саузанд Гинес в Колфилде.

## Кубок Мельбурна 2015
3 ноября 2015 года Мишель на лошади «Пензанский Принц» выиграла Кубок Мельбурна.
Во время подготовки к соревнованиям Пейн акцентировала своё внимание на езде галопом и отношениях лошадь-жокей.
Мишель была первой женщиной, которая выиграла Кубок Мельбурна в 155-летней истории турнира. Она также была четвёртой женщиной которая участвовала в этом кубке. В интервью после победы в Кубке Мельбурна, Мишель сказала, что скачки являются «шовинистским спортом». Её короткая речь о способностях женщин в спорте была оценена как «однозначная и оживляющая». Позже она заявила, что надеется, что её победа поможет другим женщинам-жокеям.
Победа была неожиданностью для комментаторов и букмекеров. Ставки на лошадь, купленную за 50 000 долларов, были 100 — 1. После скачки подверглись критике генерал-губернатор сэр Питер Косгроув и другие ораторы, которые не смогли адаптировать свои поздравительные заявления к обстоятельствам победы.